# Bordura
La bordatura è un termine utilizzato in araldica per indicare una lista aderente al margine interno dello scudo, del quale segue le sinuosità. Larga, in teoria, di circa un modulo (1/7 della larghezza dello scudo, 1/6 nell'araldica francese).
La maggior parte degli araldisti usa il termine bordura per indicare la pezza onorevole costituita da una striscia che circonda lo scudo e ampia un sesto della sua larghezza. Nella blasonatura viene citata come ultimo elemento. Spesso è caricata di figure.

## Galleria d'immagini

Bordura
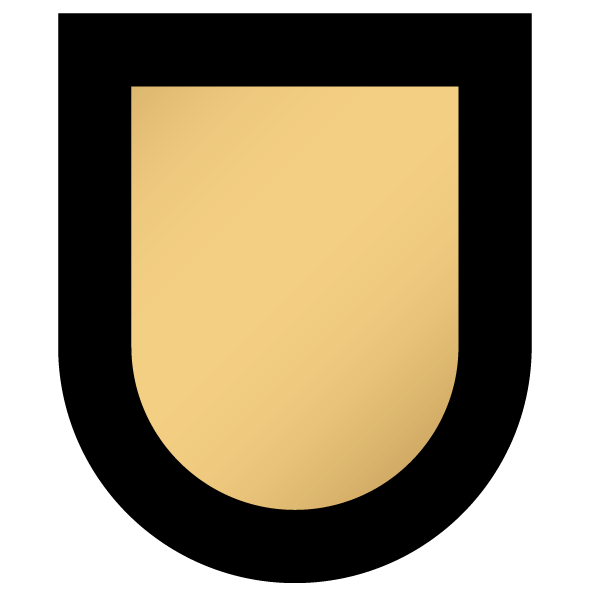
D'oro alla bordura di nero
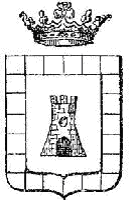
Bordatura composta
Bordura composta d'oro e di rosso
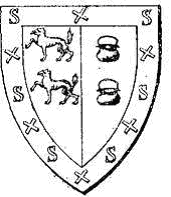
Bordatura caricata di figure
Bordura composta di Castiglia e leon
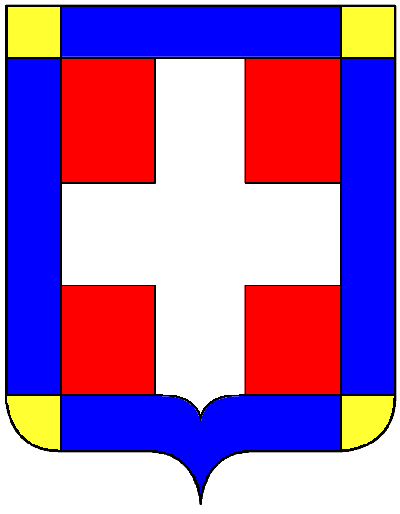
Bordura accantonata d'oro
Bordura bisantata di dodici pezzi
Bordura composta
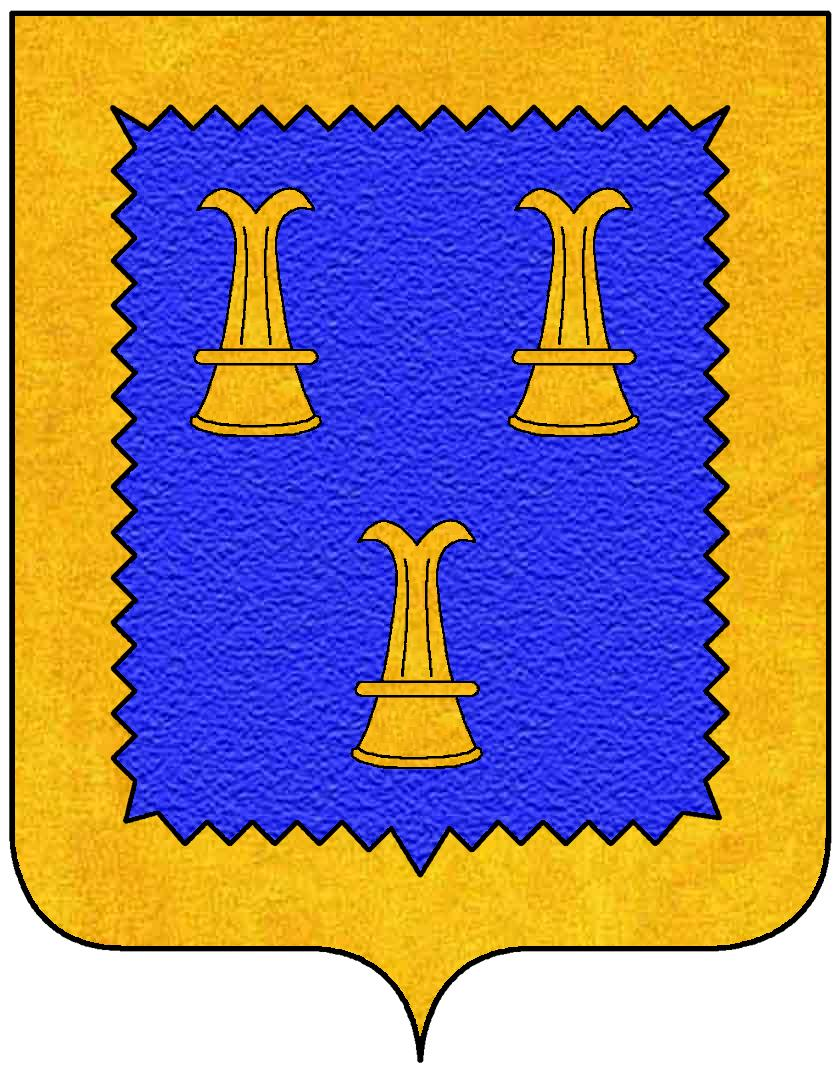
Bordura dentata
Bordura merlata
Bordura scanalata
Bordura triangolata
Bordura triangolata
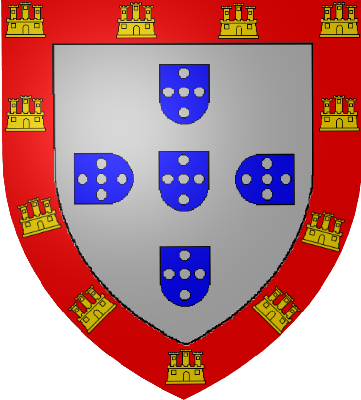
Bordura carica di castelli d'oro
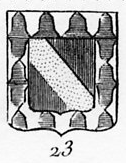
Bordura di vaio controvaio

## Attributi araldici
- accantonata quando presenta i quattro angoli di smalti diversi
- bisantata quando è sparsa di bisanti
- composta quando è costituita da una sola fila di riquadri di smalti alternati
- controcomposta quando è composta di smalti opposti al fasciato
- controscaccata quando è scaccata di più linee e di smalti opposti alle fasce dello scudo
- cuneata quando la linea di partizione presenta lunghi denti
- dentata quando la linea di partizione presenta denti di lunghezza minore
- merlata quando la linea di partizione presenta dei merli
- scaccata quando è ripiena di quadretti di smalti alternati su più file
- scanalata quando la linea di partizione presenta semicerchi contigui
- triangolata quando è ripiena di triangoli di smalti alternati